# Calle Postigo del Carbón
La calle Postigo del Carbón es una vía pública de la ciudad española de Sevilla.

## Descripción
La vía discurre desde la calle Temprado, donde conecta con Santander, hasta el paseo de Cristóbal Colón.
Concluía en el postigo del Carbón, al que debe el título. Aparece descrita en la Noticia histórica del origen de los nombres de las calles de esta ciudad de Sevilla (1839) de Félix González de León con las siguientes palabras:

Calle (del postigo) del Carbon. Es en cuartel A. y en la parroquia del Sagrario. Se nombra así porque es la que dá entrada al postigo de la ciudad de este nombre. Es regularmente ancha, sus casas eran de fachadas feas y ridículas y se entraba á ellas por un arco que fué derribado el año de 1836, y entonces se labró de nuevo todo el esterior de las casas, dándole un aspecto sencillo pero regular, igual y bonito. La calle empieza junto á la puerta de la casa de Moneda y concluye en el citado Postigo.
(González de León, 1839, p. 223)